# 告別式
告別式是喪葬的一部份，是人類表達向死者告別的儀式，舉辦完之後，通常將棺木運到墓地埋葬，或移到某個地方暫時安厝，又或者火葬入塔，即出殯。
告別式包括家祭和公祭。報章雜誌報導知名人士的身後事，都是以OO今日舉辦告別式來告知外界今日有OO的喪禮：如2013年9月9日，中央通訊社報導棒球教練徐生明告別式新聞，編輯檯所下的標題：〈徐生明告別式 總統頒發褒揚令〉。
2016年，台灣電視劇《遺憾拼圖》以告別式和“生前告別式彩排”為主軸。